# Барбун
Барбун или трља (Mullus barbatus) је врста рибе која се налази у Средоземном мору, Мраморном мору, Црном мору и Атлантском океану. Месо ове рибе се сматра добрим. Међународна унија за заштиту природе је статус заштите ове јединке оцијенила као ,,најмање бриге".

## Таксономија
Ова риба је први пут описана од стране шведском зоолога Карла Линеуса у његовом дјелу ,,Systema Naturae". Тренутно се сматра да има двије подврсте:  
- M. b. barbatus, која је пронађена у уобичајеном станишту ове врсте.
- M. b. ponticus, која је пронађена у Црном мору и Азовском мору.

## Опис
Барбун може нарасти до неких тридесет центиметара, али је уобичајена и чешћа дужина око петнаест центиметара. Тијело је спљоштено са стране. Глава је кратка. Горња вилица је без зуба, али доња вилица их посједује. Прва леђна пераја имају осам бодљи, а друга једно и осам меких крака. Ова риба је ружичаста, без карактеристичних ознака на перајима. 

## Распрострањеност и станиште
Барбун се може пронаћи у Средоземном мору, Црном мору, Атлантском океану, те Канарска острва, Азовско море и Мадеира. Ова риба се јавља на дубинама од 10 до 328 метара, те се држи блатњавих, пјесковитих и шљунковитих подлога. 
Месо барбуна је веома цијењено и често се лови због тога, посебно у Средоземном мору и Атлантском океану. Хвата се углавном мрежама и удицама, а у занатском риболову и са замкама и копљима. На Медитерану постоје знакови прекомјерног риболова. 

## Размножавање
Размножавају се у прољеће и љето, мријест се појављује углавном у априлу и мају. То врше на дубинама између 60 и 70 метара. Када достигну дужину око пет центиметара, млади се крећу ка обали, али остају приземне. Касније траже блатњаве, пјесковите и шљунковите подлоге. Постају сексуално зрели на дужини од око 10 до 14 центиметара, и то током своје прве године живота. 
Барбун је месождер, те се, између осталог, храни и шкољкашима и раковима. Посједују сензорне органе које користе као помоћ приликом проналажења плијена.